# Argumentum ad hominem
Argumentum ad hominem (lateinisch, „Rede gegen den Menschen“) ist ein Scheinargument, das die Person des Streitgegners angreift. Dies geschieht in der Absicht, die Position und ihren Vertreter bei einem Publikum in Misskredit zu bringen. In der Rhetorik kann ein argumentum ad hominem bewusst als polemische und unter Umständen auch rabulistische Strategie eingesetzt werden. Wenn der Angriff keinen inhaltlichen Zusammenhang zum Thema des Streits aufweist, dann spricht man auch von argumentum ad personam.

## Schema
|        | Der Gegner behauptet, dass p.                                                          |
|        | Der Gegner ist inkonsequent/dumm/unfähig/unwahrhaftig/selbstsüchtig/männlich/weiblich. |
| Daher: | p ist abzulehnen.                                                                      |

Als Gegenmittel hilft die Überlegung:

„Das Grossartige an der Aufklärung bestand ja von Anfang an darin, dass rationale Argumente ihren Wert unabhängig davon haben, wer sie äussert.“

## Geschichtlicher Abriss
Während in älterer Literatur das argumentum ad hominem als Musterbeispiel einer polemischen Argumentation und eines logischen Fehlschlusses betrachtet wurde, ist dies gemäß neueren Interpretationen nicht vorbehaltlos in jedem Fall angebracht, sondern nur, wenn ein logischer Irrtum begangen wird, der in der englischsprachigen Literatur als genetic fallacy bezeichnet wird. Die genetic fallacy zählt aber zu den schon von Aristoteles beschriebenen Sophismen.
Als argumentum ad personam bezeichnet der Philosoph Arthur Schopenhauer in seinem Werk zur eristischen Dialektik ein Scheinargument, das sich wie beim argumentum ad hominem auf die Person des Gegners richtet, dabei jedoch keinen Bezug mehr zum eigentlichen Streitthema enthält und ausschließlich sachlich irrelevante persönliche Eigenschaften angreift. Es benötigt im Gegensatz zum argumentum ad hominem keinen logischen Aufbau und besteht im Extremfall aus einer schlichten Beleidigung. Schopenhauer führt es als letztes Mittel in einem Streitgespräch an: „Wenn man merkt, daß der Gegner überlegen ist und man Unrecht behalten wird, so werde man persönlich, beleidigend, grob.“ Diese Vorgehensweise sei beliebt, da sie von jedermann angewandt werden könne. Im Gegensatz dazu sei die Fähigkeit zu einer sachlichen Auseinandersetzung und dem Eingestehen des eigenen Unrechts nicht jedem gegeben, und er bemerkt: „Daraus folgt, daß unter Hundert kaum Einer ist, der wert ist, daß man mit ihm disputiert.“ Schopenhauer betont, dass ein dialektischer Sieg, also das sachliche Widerlegen einer Position, einen Streitgegner weit mehr erbittert als eine bloße Beleidigung, und empfiehlt dieses Vorgehen als Gegenstrategie. Im Gegenzug dazu ist das ad hominem zwar auch auf die Person der generischen Streitpartei gerichtet, versucht aber dennoch, den Streitpunkt (in den Augen des Publikums) zu gewinnen (und nicht den Streit abzubrechen).
Seit dem 20. Jahrhundert ist das argumentum ad hominem vermehrt Gegenstand systematischer Betrachtung, was auf die Behandlung in Charles Leonard Hamblins Fallacies zurückzuführen ist. Hamblin startete damit den Diskurs über die sogenannte Informal Logic. In Fallacies nennt Hamblin eine Passage aus John Lockes Abhandlung An Essay concerning Humane Understanding (1690) als Quelle des Ausdrucks argumentum ad hominem. Allerdings gab Locke seinerzeit an, dass dieser Ausdruck nicht von ihm selbst stammt, womit auch die Frage nach dem Ursprung des Terminus noch ungeklärt blieb. Hamblin vertritt die These, dass das ad-hominem-Konzept eigentlich von Aristoteles stamme.
In der retrospektiven Betrachtung wurde durch Maurice Finocchiaro nachgewiesen, dass das argumentum ad hominem ein wichtiges Werkzeug in den Dialogen Galileo Galileis darstellte und Locke von diesen beeinflusst war. Gemäß Douglas Walton hatten Galileo und Locke sehr ähnliche Vorstellungen von diesem Argument; so gaben sie auch beide an, dass es im Wesentlichen darin besteht, seinen Gegner zu kompromittieren.
Die Hypothese Hamblins wurde von Nuchelmans bestätigt, der zwei unterschiedliche Ad-Hominem-Muster unterscheidet, die seit der ersten Beschreibung durch Aristoteles wiederholt dargelegt wurden. Eine vergleichbare Unterteilung nahm bereits Arthur Schopenhauer in seinem Werk zur eristischen Dialektik vor. Dort wird die Kompromittierung des Gegenübers einerseits genannt, andererseits der persönliche Angriff mit dem Ziel, den Gegner zum Abbruch des Disputs zu reizen. Nur die erste Variante möchte Schopenhauer als argumentum ad hominem  bezeichnen, während er für die zweite den Ausdruck argumentum ad personam vorschlug.
Douglas Walton hat schließlich mit Ad Hominem Arguments ein Standardwerk vorgelegt, das den Begriff exakt definiert und klar unterscheidbare Subtypen benennt.

## Unterarten nach Walton
Douglas Walton unterteilt das argumentum ad hominem in fünf Typen, mit dem Hinweis, die er auch in der Literatur wiederfindet: “five types or subcategories of ad hominem argument recur as being recognized as central most frequently – the abusive, the circumstantial, the bias, the tu quoque (or „you too“), and the poisoning the well.” (deutsch: „Wiederholt werden folgende Typen oder Unterarten als wesentlich benannt: die Beschimpfung, der Verweis auf Begleitumstände, der Verweis auf Befangenheit}, das tu quoque ("du ebenso!") und die Brunnenvergiftung.“) Auf diese wird nachfolgend einzeln näher eingegangen.

### Direktesad hominem
Als beschimpfendes ad hominem (engl. abusive ad hominem) kann diejenige Argumentationsweise bezeichnet werden, bei der die Person des Streitgegners unmittelbar angegriffen wird, um alle ihre Behauptungen zurückzuweisen. Die Person wird als gänzlich ungeeignet dargestellt, sich an der Debatte zu beteiligen, oder ihr werden Motive unterstellt, eine offene Auseinandersetzung auf argumentativer Ebene durch Lüge oder Täuschung zu unterlaufen, diese Argumentation weist das Muster auf: „X ist ein schlechter Mensch, deshalb sollten wir ihm keinen Glauben schenken.“
Trotz der breiteren Akzeptanz des Ausdrucks abusive ad hominem empfiehlt Walton, ihn nur für klar missbräuchliche Fälle zu verwenden, in denen kein gültiger Schluss zugrunde liegt und die Person zu Unrecht angegriffen wird. Das Wort abusive meint nicht nur die Verletzung oder Beschimpfung der Person, sondern auch, dass die Argumentform selbst missbraucht wird. Da es Walton zufolge aber durchaus Fälle gibt, bei denen ein ad hominem berechtigt ist und die nicht auf einem logischen Irrtum beruhen, schlägt er auch die Bezeichnung Direct Ethotic vor. Das direct betont den direkten Angriff, das ethotic das „Ethos“ des Gegenübers, konkret die Beschaffenheit gewisser Persönlichkeitsmerkmale.
Walton unterscheidet folgende fünf Subtypen des  Direct (Ethotic) Ad Hominem:
- from Veracity (mangelnde Wahrhaftigkeit)
- from Prudence (mangelnde Vernunft oder Vorsicht)
- from Perception (mangelnde Einsicht / Unwissenheit)
- from Cognitive Skills (mangelnde kognitiven Fähigkeiten)
- from Morals (mangelnde moralische Grundsätze).[9]

All diesen Subtypen ist gemeinsam, dass sie einen spezifischen Aspekt der Persönlichkeit des Kontrahenten angreifen, so dass der Eindruck entsteht, er wäre allgemein für das Vorbringen einer gültigen Argumentation, Behauptung oder Meinung nicht qualifiziert.
Siehe auch Reductio ad Hitlerum für den Fall, dass das Argument selbst einer bereits völlig disqualifizierten Person in den Mund gelegt wird, um es ungültig zu machen. Dabei handelt es sich aber eigentlich um eine Form des Argumentum ad verecundiam mit negativen Vorzeichen.

### Performativesad hominem
Spezifischer ist das circumstantial ad hominem oder performative ad hominem. Laut Walton wurde dieses in der älteren Literatur nur unscharf vom abusive ad hominem abgegrenzt. Es schlägt daher folgende Bestimmung vor: “the circumstantial type of ad hominem argument requires some kind of practical inconsistency between what an arguer says and some propositions expressed directly or indirectly by that arguer’s personal circumstances.” (deutsch: „Eine notwendige Voraussetzung für ein ad hominem der Art ‚Verweis auf Begleitumstände‘ ist ein pragmatischer Widerspruch zwischen dem, was eine Streitpartei sagt und Sachverhalten, die direkt oder indirekt durch die Person dieser Partei betreffende Begleitumstände zum Ausdruck kommen.“)
Es wird also nicht die grundlegende argumentative Fähigkeit der Streitpartei, sondern ihre Berechtigung zu einer bestimmten Position in der Streitsache angegriffen. Insbesondere wird nach einem performativen Widerspruch zwischen Verhalten und Behauptung gesucht. Ein Beispiel dafür wäre, wenn eine Mutter selbst raucht, aber ihrem Kind nahelegt, nicht zu rauchen, weil es sehr ungesund sei. Das Kind erwidert: „Offenbar ist es doch nicht so ungesund, da du ja selbst auch rauchst!“ Die Aussage des Kindes thematisiert den Widerspruch zwischen der Aussage der Mutter und ihrer Handlung. Als Formel dafür könnte man „Du kannst nicht nicht -x fordern, wenn dein Verhalten selbst x entspricht“ aufstellen. Dabei wird Behauptung oder Forderung der Mutter („Man sollte lieber niemals rauchen!“) keinesfalls zwangsläufig unwahr, auch wenn ihr Verhalten das Gegenteil sagt („Ab und zu sollte ich mal rauchen“). Die Argumentation der Mutter ist kein Fehlschluss, nur weil ihr Verhalten nicht in aller Konsequenz der ihr vertretenen Regel folgt; insbesondere wird ihre Begründung „…weil es ungesund ist“, mit der impliziten Maxime „Ungesundes Verhalten sollte vermieden werden“ nicht falsch. Dennoch gibt es Fälle, in denen diese Form des ad hominem berechtigt und gültig sein mag.

### Befangenheit
Das Befangenheits-ad-hominem (bias ad hominem) stellt die Unbefangenheit einer Person bezüglich des Streitpunkts in Frage. Die Behauptung des Gegners wird dabei auf eigennützige Motive zurückgeführt und ihm wird ein Interesse an einer wahrheitsgemäßen, klugen oder dem Gemeinwohl verträglichen Entscheidung abgesprochen. Im Gegensatz zum abusive bezieht sich der Angriff aber nur auf den konkreten Streitpunkt und nicht auf die generelle moralische oder geistige Befähigung zum Argumentieren. Zusätzlich kann aber auch unterstellt werden, dass die Streitpartei sich selbst dieser Motive und ihrer Befangenheit unzureichend bewusst ist.

### Tu quoque
Diese Argumentationsart wird häufig dazu verwendet, das angreifende Argument an den Absender zurückzugeben. Dabei wird nicht seine Berechtigung angefochten, das Argument vorzubringen (wie im performativen ad hominem), stattdessen wird die Behauptung des Gegners zum Anlass genommen, um ihn selbst direkt zu tadeln und somit unabhängig von der speziellen Sachfrage zum Schweigen zu bringen. Beispiel: „Erzähl mir nicht, dass ich mit dem Rauchen aufhören soll, du qualmst ja selbst wie ein Schlot!“. Walton lässt offen, ob dieses Muster unter dem Überbegriff ad hominem einzuordnen ist.

### Brunnenvergiftung
Walton schlägt vor, die Brunnenvergiftung (poisoning the well) als Verschärfung des Befangenheits-ad-hominem zu betrachten, bei dem die Befangenheit der Streitpartei Sprechers als gesichert gilt und ihr Interesse unterstellt wird, das dem des Publikums klar zuwiderläuft und von diesem als moralisch verächtlich betrachtet wird.
So kann durch geeignetes Framing ein Bezug geschaffen werden, durch den eine bestimmte Aussage eine deutlich negative Konnotation erhält. Auch wenn diese Vorwürfe weit hergeholt sein mögen, gilt: Semper aliquid haeret („etwas bleibt immer hängen“), womit die Grundlage für ein missbräuchliches ad hominem gelegt ist.